# Xin thề anh nói thật
Xin thề anh nói thật là một bộ phim truyền hình được thực hiện bởi FPT Media do Phi Tiến Sơn và Nguyễn Hữu Trọng làm đạo diễn. Phim phát sóng vào lúc 20h10 thứ 2, 3, 4 hàng tuần bắt đầu từ ngày 7 tháng 3 năm 2011 và kết thúc vào ngày 30 tháng 5 năm 2011 trên kênh VTV1.

## Nội dung
Xin thề anh nói thật là câu chuyện hài hước xoay quanh một doanh nhân thành đạt Phan Vũ (Danh Tùng) nhưng lại đào hoa, có thói quen hẹn hò nhiều cô gái cùng một lúc. Với câu cửa miệng "Xin thề anh nói thật", Vũ từng tự đẩy mình vào thế khó xử trong mối quan hệ chồng chéo cùng bảy cô gái khác nhau. Tuy nhiên tới khi gặp Bảo Lâm (Jennifer Phạm), anh lại rơi vào rắc rối mới: từ chỗ bị hấp dẫn bởi vẻ bề ngoài, lợi dụng lẫn nhau, tình cảm bỗng nảy sinh giữa hai con người trẻ tuổi...

## Diễn viên
- Danh Tùng trong vai Phan Vũ[5]
- Jennifer Phạm trong vai Bảo Lâm[5]
- Nguyễn Tiến Đạt trong vai Ông Bách
- Hà Xuyên trong vai Bà Trâm
- Minh Châu trong vai Mẹ Bảo Lâm

Cùng một số diễn viên khác....

## Nhạc phim
- Anh chỉ yêu mình em

Sáng tác & Thể hiện: Đinh Mạnh Ninh
- Thật lòng yêu anh

Sáng tác: Duy Chiến
Thể hiện: Dương Hoàng Yến

## Sản xuất
Bộ phim do Phi Tiến Sơn và Nguyễn Hữu Trọng đảm nhận vai trò đạo diễn. Ý tưởng và kịch bản phim được phát triển bởi biên kịch trẻ Nguyễn Quỳnh Trang, với độ dài 35 tập. Hai vai diễn chính của phim được giao lần lượt cho Jennifer Phạm và Danh Tùng. Jennifer cho biết vai diễn này đã "hấp dẫn cô" từ lúc đọc kịch bản đến khi nhận vai và thể hiện nhân vật. Đây còn là lần đóng phim hiếm hoi của nghệ sĩ Tiến Đạt không phải vào vai phản diện, khiến ông "thích thú ở nhân vật này". Xin thề anh nói thật được coi là dự án trọng điểm của FPT Media trong năm 2011, theo đó hãng đã mời một ê-kíp làm phim bài bản và dàn diễn viên nổi tiếng; đây cũng là bộ phim đầu tiên của FPT áp dụng công nghệ kỹ xảo 2D, 3D vào trong phim. Buổi họp báo ra mắt phim đã được tổ chức vào ngày 3 tháng 3 năm 2011.

## Đón nhận
Sau khi phát sóng khoảng 10 tập, bộ phim đã thu hút một lượng lớn người xem đồng thời vấp phải những phản ứng tiêu cực từ dư luận, đặc biệt là sau loạt bài đề cập đến bộ phim do báo điện tử VietNamNet đăng tải đạt hàng triệu lượt đọc cùng hàng nghìn độc giả bình luận. Phần lớn các ý kiến đều cho rằng Xin thề anh nói thật quá "nhí nhố", nhân vật bị cường điệu hóa quá mức, câu chuyện phim được khắc họa một cách tẻ nhạt cùng diễn xuất giả tạo của hai diễn viên chính. Bộ phim cũng gây nên tranh cãi khi lạm dụng quảng cáo từ nhà tài trợ một cách "thô bạo" khiến "các nhân vật trở thành người phát ngôn cho các sản phẩm, dịch vụ của họ".
Cùng với Anh chàng vượt thời gian, bộ phim đã được xưng danh thành "thảm họa phim Việt giờ vàng" trong bối cảnh nhiều phim truyền hình nội địa phát cùng khung giờ khác nhận phải chỉ trích về chất lượng nội dung. Đây cũng được coi là tác phẩm tệ nhất từng được tạo ra của Phi Tiến Sơn. Nghệ sĩ Thế Anh đã nói rằng: "không thể hình dung tại sao Phi Tiến Sơn lại làm một bộ phim như thế [Xin thề anh nói thật]" và cho biết bộ phim khiến ông "Hắt hơi vì [...] dở quá". Bài viết của RFA đánh giá kịch bản phim "coi thường [người xem] một cách khá lộ liễu" vì "được quảng cáo ầm ĩ nhưng khi trình chiếu thì khán giả biết mình bị lừa". Các chỉ trích tiêu cực từ bộ phim còn gây ra những ý kiến trái chiều về khung giờ vàng trên truyền hình của VTV khi bị cho là "xuống cấp, "không tôn trọng khán giả". Nhiều người sau đó đã yêu cầu nhà đài dừng phát sóng phim vì kém chất lượng và "quá nhảm nhí".
Đáp lại những phản ứng trên, đoàn làm phim, đáng chú ý là đạo diễn Phi Tiến Sơn, đã lên tiếng "thanh minh" cho bộ phim, gọi các trang báo viết bài bình luận về phim là "nông nổi" và "chụp mũ" khi chưa xem hết/kỹ phim cũng như không phân biệt được giữa "nhân vật nhảm" và "phim nhảm". Ngoài ra ông còn tiết lộ tỉ lệ người xem của bộ phim đạt 4.1 (cao so với các chương trình cùng giờ khác chỉ đạt 1.5-2.0), đặc biệt tại khu vực phía Bắc có tập tỉ lệ người xem là 10.6, với số lượng khán giả theo dõi và tương tác phim trên các trang web phát phim trực tuyến lên đến hàng trăm nghìn. Nhiều khán giả cũng đánh giá bộ phim là "nhẹ nhàng", "giải trí" và bày tỏ sự băn khoăn trước phản ứng gay gắt từ dư luận.

## Tranh cãi
Ngay trước ngày họp báo ra mắt phim, dư luận đã rộ lên thông tin cáo buộc bộ phim điện ảnh năm 2011 Cô dâu đại chiến "đạo" kịch bản của phim. Biên kịch Xin thề anh nói thật, Nguyễn Quỳnh Trang, cũng cho biết kịch bản của bộ phim được viết cách đây ba năm và nói rằng sẽ sớm lên tiếng về vụ việc để "bảo vệ chính mình". Trả lời phỏng vấn với báo Thanh Niên, bà Mai Thu Huyền, tổng giám đốc FPT Media, tỏ ra rất "bất ngờ" khi cùng đạo diễn xem Cô dâu đại chiến, đồng thời nói sẽ tìm hiểu vụ việc thêm. Phản hồi về những nghi vấn trên, giám đốc sản xuất Cô dâu đại chiến, bà Ngô Thị Bích Hiền đã phủ nhận chuyện này và cho rằng đạo diễn bộ phim Victor Vũ "không cần thiết phải làm như vậy". Đạo diễn Phi Tiến Sơn trong buổi họp báo sau đó đã nhận định đây chỉ là "sự trùng hợp" và khuyến khích người xem theo dõi phim phát sóng trên truyền hình.